# Les Prés
Les Prés ist eine Gemeinde in Südfrankreich. Sie gehört zur Region Auvergne-Rhône-Alpes, zum Département Drôme und zum Arrondissement Die. Sie grenzt im Westen und im Norden an Beaurières, im Nordosten an La Beaume, im Osten an La Bâtie-des-Fonds und im Süden an Valdrôme.

## Bevölkerungsentwicklung
| Jahr                       | 1962 | 1968 | 1975 | 1982 | 1990 | 1999 | 2008 | 2016 |
| -------------------------- | ---- | ---- | ---- | ---- | ---- | ---- | ---- | ---- |
| Einwohner                  | 40   | 25   | 33   | 41   | 20   | 25   | 23   | 23   |
| Quellen: Cassini und INSEE |      |      |      |      |      |      |      |      |